# Neochorema jaula
Neochorema jaula är en nattsländeart som beskrevs av Oliver S. Flint Jr. 1969-70. Neochorema jaula ingår i släktet Neochorema och familjen Hydrobiosidae. Inga underarter finns listade i Catalogue of Life.

## Bildgalleri

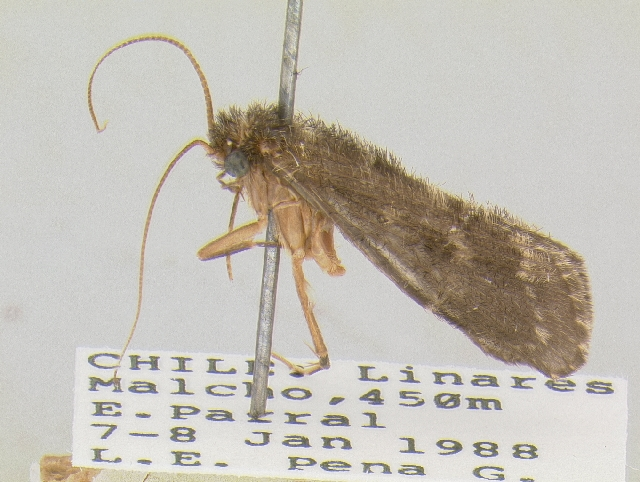